# Mitracarpus microspermus
Mitracarpus microspermus är en måreväxtart som beskrevs av Karl Moritz Schumann. Mitracarpus microspermus ingår i släktet Mitracarpus och familjen måreväxter. Inga underarter finns listade i Catalogue of Life.